# Acer caudatum
Acer caudatum är en kinesträdsväxtart. Acer caudatum ingår i släktet lönnar, och familjen kinesträdsväxter.

## Underarter
Arten delas in i följande underarter:
- A. c. caudatum
- A. c. multiserratum
- A. c. ukurunduense